# Blue Jay Way
Blue Jay Way is een nummer van The Beatles. Het is geschreven door George Harrison, die ook de zang voor zijn rekening nam toen het nummer in 1967 werd opgenomen. Het nummer kwam zowel op de (Britse) ep als de (Amerikaanse) lp Magical Mystery Tour terecht en werd gebruikt in de gelijknamige film. In de film wordt de wat etherische, oosterse sfeer van het nummer versterkt door de vage, in elkaar overvloeiende beelden, terwijl George Harrison, in oranje kostuum en kleermakerszit, zingt en tegelijk op een denkbeeldig keyboard voor hem op de grond speelt. De opnamen zijn gemaakt in West Malling en Weybridge.

## Achtergrond
De naam van het nummer is de naam van een straat in de Hollywood Hills, met zicht op Sunset Boulevard, Hollywood en de kust bij Los Angeles. George Harrison had er in augustus 1967 een huis gehuurd, 1567 Blue Jay Way. Vanuit het centrum van Los Angeles is de straat moeilijk te vinden. Harrison vertelde in 1968 dat hij op de avond van zijn aankomst in Los Angeles bezoek verwachtte van Derek Taylor, de persvoorlichter van The Beatles, en diens vrouw. Het duurde een flinke tijd voor ze waren gearriveerd, want de straat was toch al moeilijk te vinden en bovendien mistte het die avond. Vandaar de beginregels:
‘There's a fog upon L.A., and my friends have lost their way.’
‘Er hangt mist boven Los Angeles en mijn vrienden zijn verdwaald.’
Hoewel Harrison last had van een jetlag, wilde hij toch niet gaan slapen voordat de gasten waren gearriveerd. Om de tijd te korten maakte hij een liedje, gebruikmakend van een hammondorgel dat in het huis bleek te staan.

## De opname
De muziek werd opgenomen op 6 september 1967. Op 7 september werden de zangpartijen opgenomen en op 6 oktober werden de cello en de tamboerijn toegevoegd. Bij de opnamen werd gebruikgemaakt van het flange-effect. Er zijn duidelijke verschillen tussen de stereo- en de monoversie van de mix. In de stereoversie zijn hier en daar achterstevoren afgespeelde stukken van het liedje gemonteerd. Dat is niet gebeurd bij de mono- en de filmversie. In 1987, toen de lp Magical Mystery Tour op cd werd uitgebracht, werd Blue Jay Way opnieuw gemixt. Deze versie zit tussen de mono- en de stereoversie in.
De cello in het nummer werd bespeeld door een sessiemuzikant die onbekend gebleven is. Op het eind van het nummer lijkt de cello even te haperen. Op dat punt was in de film een gebeurtenis gepland (George Harrison zou worden aangereden door de bus van de Magical Mystery Tour) die uiteindelijk toch buiten de film is gehouden.
De bezetting van het nummer was als volgt:
- George Harrison, zang, hammondorgel.
- John Lennon, achtergrondzang, tamboerijn.
- Paul McCartney, achtergrondzang, basgitaar.
- Ringo Starr, drums, bekkens.
- onbekend, cello.[3]

Hoewel het liedje oosters klinkt, is er geen enkel oosters instrument gebruikt.

## Coverversies
Blue Jay Way is onder andere opgenomen door:
- Dan Bern op zijn album Smartie Mine uit 1978.
- Tracy Bonham op haar ep In the City + In the Woods uit 2006.
- de free-jazzgroep Borbetomagus op diens album Buncha Hair That Long uit 1992.
- de Noorse band Dog Age op diens album Reefy Seadragon uit 2006.
- de Engelse zanger Colin Newman op zijn album Not To uit 1982.
- Siouxsie and the Banshees op hun livealbum The Seven Year Itch uit 2003.
- The Secret Machines in de film Across the Universe uit 2007.

Death Grips verwerkte in 2012 een stukje muziek en een zin uit het nummer in hun eigen nummer Double Helix van het album The Money Store.

## Trivia
- In 1969 huurde Paul Simon het huis waarin Blue Jay Way geschreven was. Hij schreef er de eerste twee verzen van Bridge over Troubled Water; bovendien werd in het huis de ritmesectie van Cecilia opgenomen.
- Trevor Rabin zingt in zijn liedje Something to Hold on to op het album Can’t Look Away uit 1989 dat hij op zoek is naar iemand in Blue Jay Way.
- Jonathan Kellerman zinspeelt in zijn roman Obsession uit 2006 op Blue Jay Way.
- In 2015 kreeg een straat in Exeter in het Engelse graafschap Devon de naam Blue Jay Way.[4]
- Rogers Centre, het stadion van de Canadese honkbalclub Toronto Blue Jays, ligt aan de Blue Jays Way.